# Capralba
Capralba é uma comuna italiana da região da Lombardia, província de Cremona, com cerca de 2.078 habitantes. Estende-se por uma área de 13 km², tendo uma densidade populacional de 160 hab/km². Faz fronteira com Campagnola Cremasca, Caravaggio (BG), Casaletto Vaprio, Misano di Gera d'Adda (BG), Pieranica, Quintano, Sergnano, Torlino Vimercati, Vailate.

## Demografia
| Variação demográfica do município entre 1861 e 2011                               |
|                                                                                   |
| Fonte: Istituto Nazionale di Statistica (ISTAT) - Elaboração gráfica da Wikipedia |